# هری اسمیت (بازیکن فوتبال، زاده ۱۸۸۵)
هری اسمیت (انگلیسی: Harry Smith؛ زادهٔ ۱۸۸۵) بازیکن فوتبال اهل بریتانیا است.
از باشگاه‌هایی که در آن بازی کرده‌است می‌توان به باشگاه فوتبال استوک سیتی و باشگاه فوتبال والسال اشاره کرد.